# Betula corylifolia
Betula corylifolia là một loài thực vật có hoa trong họ Betulaceae. Loài này được Regel & Maxim. mô tả khoa học đầu tiên năm 1865.